# Satiniermaschine
Eine Satiniermaschine (auch Bürstenmaschine, Bürstenschleifer) ist eine spezielle Schleif- und Poliermaschine, die mit besonders nachgiebigen Schleifmitteln verwendet wird, und gehört der Gruppe der elektrischen Schleifer an, die zum Bürstspanen eingesetzt werden. Die Maschinen gibt es als Handgeräte ebenso wie als stationäre Maschinen, in die das Werkstück eingelegt werden kann. Durch die leicht verformbaren Schleifmittel können besonders gleichmäßig und fein strukturierte sowie mattierte oder polierte Oberflächen erzielt werden. Ebenso können unregelmäßig geformte Werkstücke geschliffen und entgratet werden. 
Die zum Satinieren eingesetzten Werkzeuge werden als Vliesrad oder Satinierwalze bezeichnet. 
Insbesondere für inhomogene Materialien wie Naturstein, Holz, Faserwerkstoffe und andere Komposit-Materialien werden Schleifbürsten eingesetzt, um eine reliefartig strukturierte Oberfläche zu erzielen. Schleifborsten bestehen aus Schleifkorn, das in eine Matrix aus elastischem Kunststoff eingebettet ist.

## Typen
Handmaschinen entsprechen im Aufbau oft handelsüblichen Winkelschleifern bzw. Trennschleifern, arbeiten jedoch mit einer geringeren Drehzahl und werden mit Schleifrädern oder Schleifbürsten mit einer Breite von 20 bis 80 mm und einem Durchmesser von typischerweise 120 bis 240 mm eingesetzt.
Satinier- bzw. Bürstenmaschinen zur gleichmäßigen Bearbeitung von Oberflächen verwenden meist 100 bis 120 mm breite Schleifwalzen mit einem Durchmesser von rund 100 mm, die oft beidseitig gelagert sind.

## Einsatz
Mit Satiniermaschinen können verschiedene Werkstoffe wie Metalle, NE-Metalle, Edelstahl, Holz, Glas, Textilien, Kunststoffe geschliffen, satiniert, poliert, gereinigt, entrostet oder strukturiert werden. Je nach Form und Art des zu bearbeitenden Werkstücks verwendet man passende Aufsätze für das Gerät. Die Bürstenaufsätze bestehen aus Nylon, Draht, Messingdraht, Schleifpapier oder Gummi. Auch Mattierscheiben können aufgesetzt werden.
Beim hauptsächlich eingesetzten Satinieren wird im Vergleich zum Schleifen eine gleichmäßigere, hellere Oberfläche erzielt, die matt bis matt glänzend sein kann. Kratzer und Einschlüsse der Oberflächen werden entfernt, die Oberflächen egalisiert beziehungsweise verdichtet. So können die Maschinen beispielsweise eingesetzt werden, um Papieroberflächen durch Verdichtung zu veredeln.

## Arbeitssicherheit
Beim Arbeiten mit Satiniermaschinen müssen eine Schutzbrille und eng anliegende, nicht entflammbare (Baumwoll-)Kleidung getragen werden. Sicherheitsschuhe und Arbeitshandschuhe sind eine sinnvolle Ergänzung. Wegen des Geräuschpegels ist bei längeren Arbeiten ein Gehörschutz notwendig.
Beim Arbeiten mit Satiniermaschinen entsteht Abrieb. 
Zahlreiche Geräte verfügen über eine Absaugvorrichtung, die umher fliegende Teile und Staub aufnimmt. Je nach Material variiert der Anteil an Staub und gröberen Abriebteilchen.
Bei der Metallbearbeitung können glühende Späne mit hoher Geschwindigkeit weggeschleudert werden (Funkenflug). Wenn diese glühenden Teile auf brennbares Material auftreffen, besteht Brandgefahr. Treffen die Schleiffunken im Werkbereich in Spalten oder Hohlräume, so können sie dort zu versteckten Glimmbränden führen, die erst Stunden später zum Brand führen. 
Bei im Gewerbe eingesetzten stationären Satiniermaschinen ist eine jährliche Sicherheitsüberprüfung nach UVV in Verbindung mit den VDE-Vorschriften vorgeschrieben.